# Domeniu (teoria inelelor)
În matematică, în special în algebra abstractă, un domeniu este un inel nenul în care produsul oricăror două elemente nenule este diferit de zero (adică are proprietatea de anulare a produsului: ab = 0 implică a = 0 sau b = 0). Echivalent, un domeniu este un inel în care 0 este singurul divizor al lui zero la stânga (sau, echivalent, singurul divizor la dreapta al lui zero). Un domeniu comutativ se numește domeniu de integritate. Bibliografia matematică conține mai multe variante ale definiției „domeniului”. Unii autori consideră că inelul nul este un domeniu. Unii autori consideră că nZ este un domeniu pentru fiecare număr întreg pozitiv n. Dar domeniile de integritate trebuie întotdeauna să fie diferite de zero și să-l aibă pe 1.

## Exenple de ce sunt domenii și de ce nu sunt
- Inelul {\displaystyle \mathbb {Z} /6\mathbb {Z} } nu este un domeniu, deoarece imaginile lui 2 și 3 din acest inel sunt elemente nenule, dar produsul lor este 0. Mai general, pentru un număr întreg pozitiv {\displaystyle n}, inelul {\displaystyle \mathbb {Z} /n\mathbb {Z} } este un domeniu dacă și numai dacă {\displaystyle n} este prim.
- Un domeniu finit este automat un corp finit, după mica teoremă a lui Wedderburn.
- Cuaternionii formează un domeniu necomutativ. În general, orice algebră cu diviziune este un domeniu, deoarece toate elementele sale diferite de zero sunt inversabile.
- Mulțimea tuturor cuaternionilor Hurwitz⁠(d) este un inel necomutativ care este un subinel de cuaternioni, deci un domeniu necomutativ.
- Un inel de matrici⁠(d) Mn(R) cu n ≥ 2 nu este niciodată un domeniu: dacă R este diferit de zero, un astfel de inel de matrici are divizori ai lui zero nenuli și chiar elemente nilpotente, altele decât 0. De exemplu, pătratul unei matrice cu un 1 E12 este 0.
- Algebra tensorială⁠(d) a unui spațiu vectorial sau, echivalent, algebra polinoamelor de variabile care nu sunt comutative peste un corp, {\displaystyle \mathbb {K} \langle x_{1},\ldots ,x_{n}\rangle ,} este un domeniu. Acest lucru poate fi demonstrat folosind o ordonare pe monoamele necomutative.
- Dacă R este un domeniu și S este o extensie Ore a lui R, atunci S este un domeniu.
- Algebra Weyl⁠(d) este un domeniu necomutativ.
- Algebra anvelopantă universală⁠(d) a oricărei algebre Lie⁠(d) peste un corp este un domeniu. Demonstrația folosește filtrarea standard pe algebra anvelopantă universală și teorema Poincaré–Birkhoff–Witt⁠(d).

## Inel de grup și problema divizorului lui zero
Fie G un grup și K un corp. Este inelul de grup⁠(d) R = K[G] un domeniu? Identitatea
{\displaystyle (1-g)(1+g+\cdots +g^{n-1})=1-g^{n},}
arată că un element g de ordin n > 1 are un divizor al lui zero, 1 − g , în R. Problema divizorului lui zero întreabă dacă aceasta este singura obstrucție; cu alte cuvinte,
Având în vedere un corp K și un grup fără torsiune⁠(d) G, este adevărat că K[G] nu conține divizori ai lui zero?
În 2017 nu se cunoșteau încă contraexemple, problema era încă nerezolvată.
Pentru multe clase particulare de grupuri, răspunsul este afirmativ. Farkas și Snider au demonstrat în 1976 că, dacă G este un grup policiclic finit și fără torsiune și caracteristica K = 0, atunci inelul de grup K[G] este un domeniu. Mai târziu (1980) Cliff a eliminat restricția privind caracteristica corpului. În 1988, Kropholler, Linnell și Moody au generalizat aceste rezultate în cazul grupurilor rezolvabile⁠(d) fără torsiune și al grupurilor rezolvabile finite. Lucrările anterioare (1965) a lui Michel Lazard, a cărui importanță nu a fost apreciată de specialiștii în domeniu timp de aproximativ 20 de ani, s-a ocupat de cazul în care K este inelul de numere întregi p-adice și G este al p-lea subgrup de congruență⁠(d) din GL(n, Z).